# Dapagliflozyna
Dapagliflozyna – organiczny związek chemiczny z grupy flozyn. Jest stosowana jako doustny lek przeciwcukrzycowy w leczeniu cukrzycy typu 2 oraz w przewlekłej niewydolności serca i przewlekłej niewydolności nerek.
Lek został zatwierdzony do użytku w Unii Europejskiej 11 listopada 2012 roku, a w Stanach Zjednoczonych 1 sierpnia 2014 roku.

## Mechanizm działania
Dapagliflozyna jest odwracalnym inhibitorem kotransportera sodowo-glukozowego 2 (SGLT2) – białka odpowiadającego za reabsorpcję ponad 90% glukozy ze światła kanalika proksymalnego nefronu. Jej działanie powoduje glukozurię, zmniejszenie glikemii, spadek masy ciała, zmniejszenie ciśnienia tętniczego, zmniejszenie insulinooporności oraz zmniejszenie stężenia kwasu moczowego we krwi.

## Działania niepożądane
Charakterystyka produktu leczniczego wymienia następujące działania niepożądane dapagliflozyny:

### Występujące bardzo często
- hipoglikemia – przy stosowaniu z pochodnymi sulfonylomocznika lub insuliną

### Występujące często
- zakażenia układu moczowego, kandydoza pochwy, zapalenie pochwy, zapalenie sromu, zapalenie żołędzi i inne zakażenia narządów płciowych
- ból pleców
- poliuria
- dysuria
- wysypka
- zawroty głowy
- zwiększony hematokryt
- dyslipidemia

### Występujące niezbyt często
- zakażenia grzybicze
- niedobór płynów, polidypsja
- zaparcia
- suchość jamy ustnej
- nykturia
- świąd sromu i pochwy, świąd narządów płciowych
- zwiększenie stężenia kreatyniny we krwi
- stężenia mocznika we krwi
- zmniejszenie masy ciała

### Występujące rzadko
- cukrzycowa kwasica ketonowa

### Występujące bardzo rzadko
- zgorzel Fourniera
- obrzęk naczynioruchowy
- cewkowo-śródmiąższowe zapalenie nerek

## Preparaty

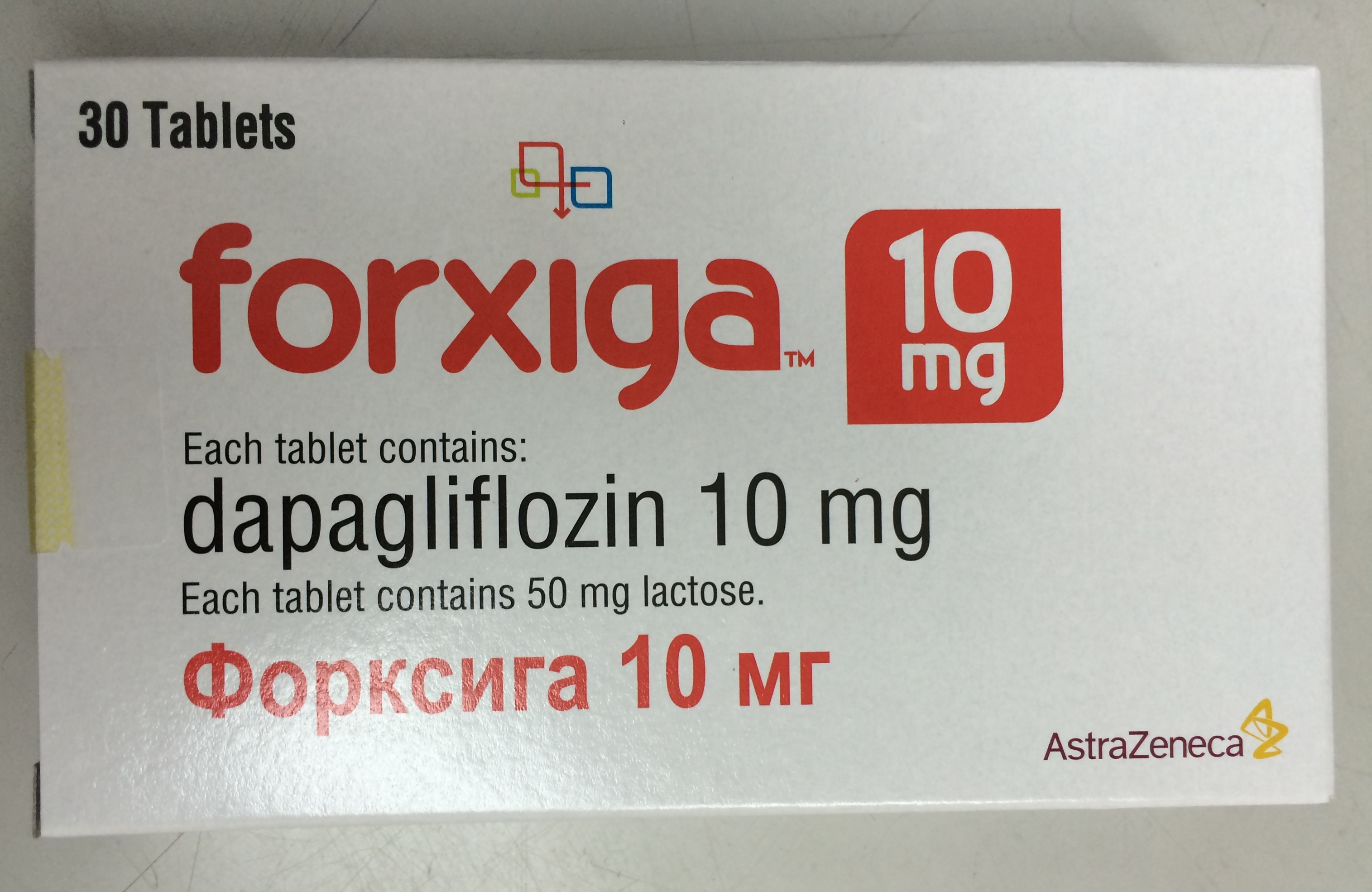
Forxiga – preparat zawierający dapagliflozynę

Preparaty dostępne w Polsce: Forxiga 5mg, Forxiga 10mg, Xigduo (5 mg dapagliflozyny, 1 g chlorowodorku metforminy), Xigduo (5 mg dapagliflozyny, 850mg chlorowodorku metforminy), Qtern (5 mg saksagliptyny, 10 mg dapagliflozyny).